# Chetostoma ermolenkoi
Chetostoma ermolenkoi es una especie de insecto del género Chetostoma de la familia Tephritidae del orden Diptera.

## Historia
Fue descrita científicamente por primera vez en el año 1990 por Korneyev.